# Ventania (Paraná)
Ventania es un municipio brasileño del estado de Paraná. Posee un área es de 759 km² representando 0,381 % del estado, 0,1347 % de la región y 0,0089 % de todo el territorio brasileño. Se localiza a una latitud 24°14'45" sur y a una longitud 50°14'34" oeste, estando a una altitud de 1013 metros. Su población estimada en 2005 era de 9.078 habitantes.

## Demografía
Datos del Censo - 2000
Población total: 8.024
- Urbana: 5.357
- Rural: 2.667
- Hombres: 4.172
- Mujeres: 3.852

Índice de Desarrollo Humano (IDH-M): 0,665
- IDH-M Salario: 0,625
- IDH-M Longevidad: 0,630
- IDH-M Educación: 0,741

## Transporte

### Carreteras
- PR-090 - Carretera del Cerne
- BR-153 - Transbrasiliana
- PR-531

### Ferroviario
- Ramal de Monte Alegre - RFFSA

## Administración
- Prefecto: Ocimar Roberto Bahnert de Camargo (2009/2012)
- Viceprefecto: Antonio Pedroso Ribas (2009/2012)
- Presidente de la cámara: Gabriel Simeão Salvego (2009/(2010)